# Васильева, Любовь Николаевна
Любовь Николаевна Васильева (1901—1985) — русская и советская учёная-миколог и бриолог.

## Биография
Родилась в Саратове 6 февраля 1901 года. Училась у А. Я. Гордягина в Казанском государственном университете, в 1925 году окончила физико-математический факультет. В аспирантуре специализировалась как бриолог у Л. И. Савич-Любицкой. В 1927 году исследовала растительность Удмуртии, в 1928 — Марийской и Чувашской ССР, в 1929 — Забайкалья, в 1930—1934 — Марийской ССР, в 1935—1936 — Кавказского заповедника, в 1937 — Алтая (с Р. Зингером, которого считала своим учителем), в 1938—1941 — Татарской ССР. До 1940 года преподавала в Казанском государственном университете в качестве доцента. В годы войны работала в Ботаническом институте АН СССР, который был эвакуирован в Казань.
В 1944 году Любовь Николаевна переехала на Дальний Восток, став сотрудницей Дальневосточного филиала Сибирского отделения АН СССР. В 1949 году основала лабораторию низших растений (в дальнейшем — в составе Биолого-почвенного института ДВО РАН), которую возглавляла 17 лет. Длительное время Л. Н. Васильева возглавляла Приморское отделение микологии.
Скончалась 7 июля 1985 года в г. Владивостоке.

## Некоторые научные работы
- Васильева Л. Н. Агариковые шляпочные грибы Приморского края. — Л., 1973. — 329 с.
- Васильева Л. Н., Любарский Л. В. Дереворазрушающие грибы Дальнего Востока. — Новосибирск: Наука, 1975. — 163 с.
- Васильева Л. Н. Съедобные грибы Дальнего Востока. — Владивосток, 1978. — 240 с.
- Низшие растения Дальнего Востока / отв. ред. Л. Н. Васильева и М. М. Назарова. — Владивосток, 1976. — 176 с.

## Некоторые виды грибов, названные в честь Л. Н. Васильевой
- Hysteronaevia vassiljevae Raitv., 2008
- Leucoagaricus vassiljevae E.F.Malysheva, T.Yu.Svetasheva & Bulach, 2013
- Mycoleptodonoides vassiljevae Nikol., 1952
- Russula vassilievae Bulach, 1987
- Sarcoscypha vassiljevae Raitv., 1964